# Miao Miao
Pour plus de détails, voir Fiche technique et Distribution.
Miao Miao (渺渺) est un film taïwanais réalisé par Cheng Hsiao-tse et sorti en 2008.

## Fiche technique
- Titre : Miao Miao
- Titre original : 渺渺
- Réalisation : Cheng Hsiao-tse
- Scénario : Cheng Hsiao-tse et Tsai Yi-fen
- Direction artistique : Jack Chan et Chan Ka-ki
- Décors : Chang Yi-te
- Costumes : Jack Chan
- Son : Kuo Li-chi, Tang Shiang-chu et Tu Duu-chih
- Montage : William Chang
- Musique : Cincin Lee
- Production : Stanley Kwan, Helen Li, Jacky Yee Wah Pang et Kar-Wai Wong
- Sociétés de production : Block 2 Pictures, J.A. Media et Jet Tone Production
- Sociétés de distribution :  Block 2 Pictures, Golden Scene et Warner Bros. Pictures
- Pays d'origine :  Taïwan
- Langue originale : taïwanais
- Format : couleur — 1.85:1
- Genre : Romance
- Durée : 83 minutes
- Dates de sortie :
  - Taïwan : 14 novembre 2008

 Sauf indication contraire, les informations mentionnées dans cette section peuvent être confirmées par la base de données cinématographiques IMDb,  présente dans la section « Liens externes ».

## Distribution
- Ke Jia-yan : Miao Miao
- Sandrine Pinna : Xiao-Ai